# 鈴木暁
鈴木 曉（すずき あさひ、1998年2月15日 - ）は、日本の俳優、歌手。
ダンスボーカルユニット「WATWING」のメンバー。ホリプロ所属。宮城県岩沼市出身。

## 概要
グループ名のWATWINGという名前は、「WAT」はスラングで「何？」「WING」は「翼」を合わせて「誰に何を言われようと、自分達の想いを貫いて羽ばたいて行きたい」という想いが込められている。

## 略歴
2019年11月、ホリプロ主催の「Star Boys Audition」の最終オーディション合格。
2020年1月15日、Only One Lifeで配信デビュー。
2020年7月15日、forWard  でインディーズデビュー。
2021年9月22日、Take off,でトイズファクトリーからメジャーデビュー。
2022年、テレビドラマ『イケメン共よ メシを喰え』でハルキ役として俳優デビュー。

## 出演

### テレビドラマ
- イケメン共よメシを喰え（2022年7月16日、BSテレ東） - 第2話ゲスト出演 ハルキ 役[4]

### 配信ドラマ
- Love in The Air-恋の予感-（2024年11月3日〈予定〉 - 、FOD） - 主演・河合風磨 役（南雲奨馬、濱屋拓斗、長妻怜央とクワトロ主演）[5]

### ラジオ番組
- SESSION! (2021年4月6日 - 、エフエム仙台）- 火曜パーソナリティ

## ディスコグラフィ
「WATWING#ディスコグラフィー」を参照